# Dwór myśliwski w Jeleniej Górze
Dwór myśliwski w Jeleniej Górze – zabytkowy dwór w miejscowości Jelenia Góra.
Zabytek wybudowany w  XVIII w. nakryty dachem naczółkowym z lukarnami obecnie stanowi dom mieszkalny.